# Paradelphomyia (Oxyrhiza) tritumula
Paradelphomyia (Oxyrhiza) tritumula is een tweevleugelige uit de familie steltmuggen (Limoniidae). De soort komt voor in het Oriëntaals gebied.